# 短三度
短三度（たんさんど）は、全音階で現れる2種類の三度の音程のうちのより狭い方である。構成としては楽譜における下の方から長二度と短二度の音程からなる（例：ドとレ間、レとミ♭間、からなるドとミ♭間全体の音程）。
「短」の字は2つの三度の音程（長三度と短三度）のうちのより狭いほうであることを示し、もう一つは長三度と呼ばれる。短三度は3半音の音程であるのに対して長三度は4半音の音程であり、短三度のほうが1半音音程が狭い。短三度はm3と省略され、その転回形は長六度である。 